# Division I 1978-1979
La Division I 1978-1979 è stata la 76ª edizione della massima serie del campionato belga di calcio disputata tra il settembre 1978 e il maggio 1979 e conclusa con la vittoria del KSK Beveren, al suo primo titolo.
Capocannoniere del torneo fu Erwin Albert (KSK Beveren), con 28 reti.

## Formula
Come nella stagione precedente le squadre partecipanti furono 18 e disputarono un turno di andata e ritorno per un totale di 34 partite.
Le ultime 2 classificate retrocedettero in Division 2.
Le società ammesse alle coppe europee furono quattro: la squadra campione si qualificò alla Coppa dei Campioni 1979-1980, seconda e terza e classificata alla Coppa UEFA 1979-1980 e la vincitrice della coppa nazionale alla Coppa delle Coppe 1979-1980.

## Classifica finale
|    | Classifica                 | G  | V  | N  | P  | GF | GS | Dif | Pt |
| -- | -------------------------- | -- | -- | -- | -- | -- | -- | --- | -- |
| 1  | KSK Beveren                | 34 | 19 | 11 | 4  | 62 | 24 | 38  | 49 |
| 2  | Anderlecht                 | 34 | 21 | 3  | 10 | 76 | 41 | 35  | 45 |
| 3  | Standard Liegi             | 34 | 17 | 10 | 7  | 46 | 30 | 16  | 44 |
| 4  | KSC Lokeren                | 34 | 16 | 10 | 8  | 54 | 33 | 21  | 42 |
| 5  | RWD Molenbeek              | 34 | 17 | 7  | 10 | 57 | 41 | 16  | 41 |
| 6  | Club Bruges                | 34 | 14 | 10 | 10 | 51 | 49 | 2   | 38 |
| 7  | Anversa                    | 34 | 11 | 13 | 10 | 44 | 41 | 3   | 35 |
| 8  | K. Lierse SV               | 34 | 13 | 7  | 14 | 44 | 48 | -4  | 33 |
| 9  | R. Charleroi SC            | 34 | 13 | 7  | 14 | 44 | 49 | -5  | 33 |
| 10 | KFC Winterslag             | 34 | 10 | 13 | 11 | 45 | 47 | -2  | 33 |
| 11 | K. Waterschei SV Thor Genk | 34 | 10 | 12 | 12 | 42 | 44 | -2  | 32 |
| 12 | K. Beerschot VAV           | 34 | 12 | 7  | 15 | 46 | 51 | -5  | 31 |
| 13 | Beringen                   | 34 | 9  | 11 | 14 | 38 | 47 | -9  | 29 |
| 14 | KSV Waregem                | 34 | 7  | 15 | 12 | 33 | 47 | -14 | 29 |
| 15 | K. Berchem Sport           | 34 | 8  | 12 | 14 | 30 | 46 | -16 | 28 |
| 16 | RFC Liégeois               | 34 | 10 | 6  | 18 | 49 | 55 | -6  | 26 |
| 17 | RAA Louviéroise            | 34 | 8  | 8  | 18 | 45 | 79 | -34 | 24 |
| 18 | KV Kortrijk                | 34 | 5  | 10 | 19 | 27 | 61 | -34 | 20 |

### Verdetti
- KSK Beveren campione del Belgio 1978-79.
- RAA Louviéroise e KV Kortrijk retrocesse in Division II.